# Centaurea beltrami
Centaurea beltrami là một loài thực vật có hoa trong họ Cúc. Loài này được (Pau) mô tả khoa học đầu tiên năm 1982.